# 黃竹嶺
黃竹嶺位於江西永新县烟阁乡的一個偏僻小村落，是毛澤東夫人賀子珍的故鄉。朱德、朱良才曾在黃竹嶺開設了湘贛邊界軍事培訓班，在井岡山革命鬥爭時期占据重要地位。國民黨曾對黃竹嶺村進行七次大劫洗，村內所有的房子都被燒燬，其中賀子珍故居被燒燬七次。